# Fusillade du 16 octobre 2023 à Bruxelles
La fusillade du 16 octobre 2023 à Bruxelles est une attaque terroriste islamiste survenue dans le centre-ville de Bruxelles (Belgique), à proximité de la place Sainctelette, au croisement du boulevard d'Ypres et du boulevard du Neuvième-de-Ligne.

## Déroulement
Vers 19 h (UTC+2), un homme vêtu d'un gilet fluorescent de couleur orange commence à suivre des supporters de l'équipe de Suède de football (venus à Bruxelles pour assister au match de leur sélection contre la Belgique) montés dans un taxi. À leur descente du taxi, à 19 h 14, il ouvre le feu sur eux avec un fusil d'assaut type AR-15. Au moins deux supporters suédois parviennent à se réfugier à l'intérieur d'un bâtiment adjacent mais le tireur les y poursuit et les y abat avant de brandir fièrement son arme. La scène est filmée, de même que la fuite à scooter de l'assaillant qui hurle « Allahu akbar ».
Dans une vidéo de revendication diffusée sur Facebook vers 20 h 30, l'assaillant s'identifie par le nom de guerre d'Abdelsalem Al Jilani et déclare être un membre « de l'État islamique » ayant agi pour « venger les musulmans ». Il s'exprime en arabe avec un accent tunisien.
Vers 20 h 40, l'assaillant rentre à son domicile, situé au premier étage du 94 avenue Huart Hamoir à Schaerbeek. Deux policiers du BTA (Bijstands Team d'Appui) de la police de Bruxelles-Nord, « en planque » devant l'immeuble, demandent alors l'autorisation d'intervenir mais celle-ci leur est refusée par la Direction de la Police Administrative, qui leur demande plutôt de prendre le suspect en filature. Peu de temps après qu'il a quitté l'immeuble, les deux policiers finissent par perdre sa trace.
Vers 21 h 55, le match de football entre la Belgique et la Suède est interrompu à la mi-temps en raison de la menace sécuritaire et d'une demande formulée par les joueurs suédois, émus par la mort de leurs compatriotes,. À l'intérieur du stade Baudouin, les spectateurs sont confinés et vivent pour beaucoup un moment d'angoisse.
Le lendemain matin, le suspect aurait effectué la prière de l'aube à la mosquée[Laquelle ?] puis se rend au café Al Khaima, dont il est « un client occasionnel », et y commande un thé,. Peu avant 8 h, sa présence dans le café, situé 13 rue Van Oost à Schaerbeek, est signalée à la police. En tentant de s'enfuir une nouvelle fois, il est abattu d'une balle dans le torse par une unité d'assistance spéciale (UAS). Initialement blessé, il est emmené en ambulance à l'hôpital Saint-Luc où il est déclaré mort à 9 h 38,,. L'arme de la fusillade et un sac de vêtements lui appartenant sont retrouvés dans le débit de boisson.
Le 17 octobre 2023, dans la soirée, l'État islamique revendique l'attentat par le biais de son agence de presse Amaq. C'est le premier attentat en Europe à être revendiqué par l'État islamique depuis la fusillade de Vienne survenue trois ans auparavant. 

## Victimes
Le terroriste tue deux Suédois. Une troisième personne, également de nationalité suédoise, est quant à elle grièvement blessée,.
Un des Suédois tués est un grand-père de 60 ans, bénéficiant d’une autorisation d’établissement en Suisse,, il résidait au canton de Berne où il était employé aux Chemins de fer fédéraux[réf. non conforme]. Il s’affichait régulièrement sur les réseaux sociaux comme fervent supporter de l’équipe de Suède de football et entraînait également une équipe de football junior.

## Enquête

### Auteur
L'auteur de l'attaque, Abdesalem Lassoued, âgé de 45 ans, est un Tunisien, né le 1er octobre 1978 en Tunisie et domicilié illégalement dans la région bruxelloise, dans le quartier de la gare de Schaerbeek,. En 2005, il est condamné à plus de 26 ans de prison en Tunisie. Selon plusieurs journaux belges, Lassoued avait été reconnu coupable de plusieurs tentatives de meurtre. En 2011, il s’évade de la prison où il purgeait sa condamnation.
En séjour irrégulier, il est le mari d'une coiffeuse travaillant dans un salon du quartier. Toujours dans le même quartier, il fréquentait la mosquée Ahl Allah.
Entre 2012 et 2014, Abdesalem a purgé une peine de prison en Suède.
En novembre 2019, il demande l'asile en Belgique mais est débouté en octobre 2020. En mars 2021, il reçoit un ordre de quitter le territoire (OQT). Vivant dans la clandestinité, il est repéré dans une mosquée de Bruxelles fin juin 2022.
En août 2022, du fait de son évasion de 2011, une demande d’extradition de la part de la Tunisie est reçue par les autorités belges. Elle n’est pas traitée par le magistrat compétent du parquet de Bruxelles auquel elle a été transmise deux semaines plus tard. Après la fusillade, la révélation de cette « erreur monumentale » conduit à la démission du ministre de la Justice Vincent Van Quickenborne. 
Début 2023, il menace un occupant d'un centre d'asile sur les réseaux sociaux. Entendu par la police, ce dernier affirme qu'Abdesalem Lassoued aurait été condamné pour terrorisme en Tunisie, mais cette déclaration est infirmée par une enquête de la police.
Dans une vidéo tournée quelques heures avant la fusillade, il affirme avoir voué allégeance à trois califes de l'État islamique : Abou al-Hassan al-Hachimi al-Qourachi, Abou al-Hussein al-Husseini al-Qourachi et Abou Hafs al-Hachemi al-Qourachi,. Si ces dires sont exacts, alors son affiliation à l'organisation remonte au plus tard à novembre 2022.
Abattu le lendemain matin dans un café marocain situé dans le quartier de la Cage aux Ours à Schaerbeek, il succombe à ses blessures quelque temps plus tard aux Cliniques universitaires Saint-Luc de Woluwe-Saint-Lambert.

### Mobile
La piste terroriste est privilégiée par les enquêteurs. Bien que le suspect ait fait référence, quelques heures avant son passage à l'acte, au meurtre raciste d'un enfant palestinien survenu la veille aux États-Unis, son attentat serait plutôt lié à une série de profanations de masahif (en) du Coran ayant eu lieu en Suède quelques mois auparavant. En effet, dans son message de revendication, il affirme explicitement avoir « tué trois Suédois jusqu'à présent » et ses victimes portaient pour la plupart un maillot de l'équipe de Suède de football,,,. Dans son communiqué, l'Amaq ne fait pas référence aux profanations et se contente de dire laconiquement que « l'attaque s'inscrit dans le cadre des actions ordonnées par l'État islamique contre les ressortissants des pays de la coalition ».